# Elymus diversiglumis
Elymus diversiglumis är en gräsart som beskrevs av Frank Lamson Scribner och Carleton Roy Ball. Elymus diversiglumis ingår i släktet elmar, och familjen gräs. Inga underarter finns listade i Catalogue of Life.